# Falcitettix pseudagropyri
Falcitettix pseudagropyri är en insektsart som beskrevs av Alexander Fyodorovich Emeljanov 1966. Falcitettix pseudagropyri ingår i släktet Falcitettix och familjen dvärgstritar. Inga underarter finns listade i Catalogue of Life.